# 福来
株式会社福来（ふくらい）は、岩手県久慈市で日本酒を製造している酒蔵。
キャッチコピーは、「幸せをよぶお酒」。

## 沿革
- 1907年 - 久慈清輔、酒造業を開始
- 1955年 - 株式会社久慈清酒造店とする
- 2001年 - 株式会社福来に社名変更
- 2002年 - 大澤光太、代表取締役に就任

## 受賞歴
全国清酒品評会
- 1952年 - 優等賞受賞
- 1958年 - 優等賞受賞

岩手県新酒鑑評会
- 1994年 - 県知事賞受賞
- 1996年 - 県知事賞受賞
- 1997年 - 県知事賞受賞
- 2007年 - 金賞受賞
- 2011年 - 金賞受賞

全国新酒鑑評会
- 1984年（昭和57酒造年度） - 金賞受賞
- 1992年（平成 3酒造年度） - 金賞受賞
- 2007年（平成18酒造年度） - 金賞受賞
- 2009年（平成20酒造年度） - 金賞受賞
- 2010年（平成21酒造年度） - 金賞受賞
- 2011年（平成22酒造年度） - 金賞受賞
- 2012年（平成23酒造年度） - 金賞受賞
- 2017年（平成29酒造年度） - 金賞受賞

## 銘柄（ブランド）

### 復興支援
岩手県三陸鉄道北リアス線応援酒
- 特別純米酒 鐵の道（tetsu no michi）【720ML】

### 大吟醸
- 大吟醸 福来【1.8L , 720ML】
- 辛口大吟醸 久慈川【1.8L】

### 純米大吟醸
- 純米大吟醸 福来【1.8L】
- 純米大吟醸 吟ぎんが【720ML】
- 純米大吟醸 恋慕【1.8L , 720ML】

### 純米酒
- 特別純米酒 涼霞【1.8L , 720ML】
- 特別純米酒 涼霞　生貯蔵酒【720ML】
- 純米原酒 福来【1.8L , 720ML】
- 特別純米酒 福来【1.8L , 720ML】
- 特別純米酒 白樺凛【1.8L , 720ML】
- 特別純米酒 三船十段【1.8L , 720ML】

### 本醸造
- 特別本醸造 福来【1.8L , 720ML】
- 特別本醸造 生貯蔵酒【300ML】

### 普通酒
- 特選 福来【1.8L】
- 上撰 福来 金箔入り【1.8L】
- 上撰 福来【1.8L , 900ML , 300ML , 180ML】
- 上撰 久慈川【1.8L , 300ML】
- 金印 福来【1.8L , 900ML , 300ML , 180ML】
- にごり酒【1.8L , 900ML , 300ML】
- にごり生酒（蔵元のみ限定発売）【1.8L , 900ML】

#### お祝い用
- 御神酒（おみき）【300ML , 180ML】
- 角樽（つのだる）【1.8L】
- 菰樽（こもだる）【1.8L】
- 一斗樽【18L】
- 二斗樽【36L】
- 四斗樽【72L】

### リキュール
- 山ぶどう酒【500ML】

## 特色
- オリジナルラベル（自作ラベル）が作れる。